# Baila esta cumbia (álbum)
Baila esta cumbia es un álbum recopilatorio de la cantante méxico-estadounidense Selena. Fue lanzado en 1992 sólo en México por EMI Capitol de México. Este fue lanzado debido a que la popularidad de Selena comenzaba a crecer en toda América Latina. Las canciones fueron tomadas de los cuatro primeros álbumes de Selena con EMI: Selena (1989), Mis Primeros Éxitos (1990), Ven conmigo (1990) y Entre a mi mundo (1992). Cabe mencionar, que este fue el primer álbum con EMI en el cual se utilizó el nombre de Selena y Los Dinos y no Selena.

## Lista de canciones
| N.º | Título                 | Escritor(es)                         | Duración |  |
| 1.  | «Baila esta cumbia»    | A.B. Quintanilla III, Pete Astudillo | 2:52     |  |
| 2.  | «Cariño, cariño mío»   | A.B. Quintanilla III                 | 3:24     |  |
| 3.  | «Como la flor»         | A.B. Quintanilla III, Pete Astudillo | 3:02     |  |
| 4.  | «Terco corazón»        | A.B. Quintanilla III                 | 2:46     |  |
| 5.  | «Quiero ser»           | A.B. Quintanilla III, Pete Astudillo | 2:20     |  |
| 6.  | «Contigo quiero estar» | Alejandro Montealegre                | 4:05     |  |
| 7.  | «Ya ves»               | A.B. Quintanilla III, Pete Astudillo | 3:13     |  |
| 8.  | «La carcacha»          | A.B. Quintanilla III, Pete Astudillo | 3:40     |  |
| 9.  | «Ven conmigo»          | A.B. Quintanilla III, Pete Astudillo | 2:22     |  |
| 10. | «Yo te amo»            | A.B. Quintanilla III, Pete Astudillo | 3:37     |  |
| 11. | «Besitos»              | A.B. Quintanilla III                 | 2:21     |  |
| 12. | «Siempre»              | Juan Gabriel                         | 3:35     |  |